# Dieudonné André
Dieudonné André, né à Barchon le 8 mars 1923 et décédé le 10 février 2003 à Namur est un homme politique belge wallon, membre du PSC.
André entre à la rédaction du journal Vers l'Avenir en 1952. Il traite de sujets d’actualité, entre autres de la Question scolaire. En 1958, il rejoint le président du PSC Théo Lefèvre qui devient Premier ministre en 1961. André est attaché de presse à son Cabinet (1961-65); directeur-adjoint au secrétariat national du CVP-PSC (1966-1975); directeur adjoint du centre d’études du PSC (1975). Après sa carrière politique, le 1er octobre 1984, il est nommé Juge de la nouvelle Cour constitutionnelle et il en est nommé président le 22 décembre 1992 jusqu'à sa retraite le 1er avril 1993.

## Carrière politique
- sénateur coopté (1974-1977)
  - membre du Conseil régional wallon provisoire (1974-1977)
- sénateur provincial de Namur (1977-1978)
- sénateur coopté (1979-1984)
  - membre du Conseil régional wallon (1980-1981)